# Risoluzioni di Leedstown
Le risoluzioni di Leedstown (conosciute anche come  Leedstown Resolutions, Leedstown Resolves, Westmoreland Resolves, Westmoreland Association e Northern Neck Declaration) furono una serie di risoluzioni approvate il 27 febbraio 1766, a Leedstown, nella colonia della Virginia, in cui si criticava l'applicazione dello Stamp Act britannico del 1765.
Una targa commemorativa della dichiarazione a Oak Grove, nella contea di Westmoreland, in Virginia, recita:

## Testo
FIRST: We declare all due allegiance and obedience to our lawful Sovereign, George the Third, King of Great Britain. And we determine to the utmost of our power to preserve the laws, the peace and good order of this Colony, as far as is consistent with the preservation of our Constitutional rights and liberty,
SECONDLY: As we know it to be the Birthright privilege of every British subject (and of the people of Virginia as being such) founded on Reason, Law, and Compact; that he cannot be legally tried, but by his peers; that he cannot be taxed, but by consent of a Parliament, in which he is represented by persons chosen by the people, and who themselves pay a part of the tax they impose on others. If, therefore, any person or persons shall attempt, by any action, or proceeding, to deprive this Colony of these fundamental rights, we will immediately regard him or them, as the most dangerous enemy of the community; and we will go to any extremity, not only to prevent the success of such attempts, but to stigmatize and punish the offender.
THIRDLY: As the Stamp Act does absolutely direct the property of the people to be taken from them without their consent expressed by their representatives and as in many cases it deprives the British American Subject of his right to trial by jury; we do determine, at every hazard, and paying no regard to danger or to death, we will exert every faculty, to prevent the execution of the said Stamp Act in any instance whatsoever within this Colony. And every abandoned wretch, who shall be so lost to virtue and public good, as wickedly to contribute to the introduction or fixture of the Stamp Act in this Colony, by using stampt paper, or by any other means, we will, with the utmost expedition, convince all such profligates that immediate danger and disgrace shall attend their prostitute purposes.
FOURTHLY: That the last article may most surely and effectually be executed, we engage to each other, that whenever it shall be known to any of this association, that any person is so conducting himself as to favor the introduction of the Stamp Act, that immediate notice shall be given to as many of the association as possible; and that every individual so informed, shall, with expedition, repair to a place of meeting to be appointed as near the scene of action as may be.
FIFTHLY: Each associator shall do his true endeavor to obtain as many signers to this association, as he possibly can.
SIXTHLY: If any attempt shall be made on the liberty or property of any associator for any action or thing to be done in consequence of this agreement, we do most solemnly bind ourselves by the sacred engagements above entered into, at the risk of our lives and fortunes, to restore such associate to his liberty and to protect him in the enjoyment of his property.
In testimony of the good faith with which we resolve to execute this association we have this 27th day of February 1766 in Virginia, put our hands and seals hereto.»
PRIMO: Dichiariamo tutta la dovuta fedeltà e obbedienza al nostro legittimo Sovrano, Giorgio Terzo, Re di Gran Bretagna. E determiniamo con tutte le nostre forze di preservare le leggi, la pace e il buon ordine di questa Colonia, per quanto è coerente con la preservazione dei nostri diritti costituzionali e della libertà,
SECONDO: Poiché sappiamo che è il diritto di nascita di ogni soggetto britannico (e del popolo della Virginia in quanto tale), fondato sulla ragione, la legge e il patto; che non può essere legalmente processato se non dai suoi pari; che non può essere tassato se non con il consenso di un Parlamento, in cui è rappresentato da persone scelte dal popolo, e che pagano loro stessi una parte della tassa che impongono agli altri. Se, pertanto, una qualsiasi persona o persone tenterà, con qualsiasi azione o procedimento, di privare questa Colonia di questi diritti fondamentali, lo considereremo o li considereremo come il più pericoloso nemico della comunità; e faremo qualsiasi cosa, non solo per prevenire il successo di tali tentativi, ma per stigmatizzare e punire il colpevole.
TERZO: Poiché lo Stamp Act ordina assolutamente che la proprietà del popolo venga loro sottratta senza il loro consenso espresso dai loro rappresentanti e poiché in molti casi priva il soggetto britannico americano del suo diritto alla giuria; determiniamo, a qualsiasi costo, e senza riguardo al pericolo o alla morte, di esercitare ogni facoltà, per impedire l'esecuzione del suddetto Stamp Act in qualsiasi istanza in questa Colonia. E ogni miserabile abbandonato, che sarà così perduto per la virtù e il bene pubblico, da contribuire malvagiamente all'introduzione o alla fissazione dello Stamp Act in questa Colonia, usando carta bollata o con qualsiasi altro mezzo, convinceremo con la massima speditezza tutti questi profughi che il pericolo immediato e la disgrazia accompagneranno i loro scopi prostituti.
QUARTO: Affinché l'ultimo articolo possa essere eseguito in modo più sicuro ed efficace, ci impegniamo reciprocamente che, ogni volta che sarà noto a qualcuno di questa associazione che una persona si sta comportando in modo da favorire l'introduzione dello Stamp Act, ne verrà data immediata notifica al maggior numero possibile di associati; e che ogni singolo informato si recherà con speditezza in un luogo di incontro da designare il più vicino possibile alla scena dell'azione.
QUINTO: Ogni associato farà il suo vero sforzo per ottenere il maggior numero possibile di firmatari di questa associazione.
SESTO: Se qualsiasi tentativo sarà fatto sulla libertà o sulla proprietà di qualsiasi associato per qualsiasi azione o cosa da fare in conseguenza di questo accordo, ci leghiamo solennemente con i sacri impegni sopra contratti, a rischio delle nostre vite e fortune, a ripristinare tale associato alla sua libertà e a proteggerlo nel godimento della sua proprietà.
In testimonianza della buona fede con cui risolviamo di eseguire questa associazione abbiamo questo 27 febbraio 1766 in Virginia, apposto le nostre mani e sigilli qui.»
(Firmatari: Richard Henry Lee · Will. Robinson · Lewis Willis · Thos. Lud. Lee · Saml. Washington · Chas. Washington · Moore Fauntleroy · Francis Lightfoot Lee · Thomas Jones · Rodham Kenner · Spencer M. Ball · Richard Mitchell · Joseph Murdock · Richd. Parker · Spence Monroe · John Watts · Robt. Lovell · John Blagge · Charles Weeks · Willm. Booth · Geo. Turbeville · Alvin Moxley · Wm. Flood · John Ballatine, Jr. · William Lee · Thos. Chilton · Richard Buckner · Jos. Pierce · Will. Chilton · John Williams · William Sydnor · John Monroe · William Cocke · Willm. Grayson · Wm. Brockenbrough · Saml. Selden · Richd. Lee · Daniel Tebbs · Francis Thornton,Jr. · Peter Rust · John Lee Jr. · Francis Waring · John Upshau · Meriwether Smith · Thos. Roane · Jas. Edmondson · Jas. Webb. Jr. · John Edmondson · Jas. Banks · Smith Young · Laur. Washington · W . Roane · Richd. Hodges · Jas. Upshau · Jas. Booker · A . Montague · Richd. Jeffries · John Suggett · John S. Woodcock · Robt. Wormeley Carter · John Blackwell · Winder S. Kenner · Wm. Bronaugh · Wm. Peirce · John Berryman · John Dickson · John Browne · Edwd. Sanford · Charles Chilton · Edward Sanford · Jos. Lane · John Beale, Jr. · John Newton · Will. Beale, Jr. · Chs. Mortimer · Wm. Pierce · John Berryman · John Dickson · John Broone · Edwd, Sanford · Charles Chilton · Edward Sanford · Daniel McCarty · Jer. Rush · Edwd. Ransdell · Townshend Dade · John Ashton · W .Brent · Francis Foushee · John Smith, Jr. · Wm. Ball · Thos. Barnes · Jos. Blackwell · Reuben Meriwether · Edw. Mountjoy · Wm. J. Mountjoy · Thos. Mountjoy · Gilbt. Campbell · John Edmondsen, Jr. · Charles Beale · Peter Grant · Thompson Mason · Jona. Beckwith · Jas. Samford · John Belfield · W . Smith · John Augt. Washington · Thos. Belfield · Edgcomb Suggett · Henry Francks · John Bland, Jr. · Jas. Emerson · Thos. Logan · Jo. Milliken · Ebenezer Fisher · Hancock Eustace · John Richards · Thos. Jett · Thos. Douglas · Max Robinson · John Orr)